# Bety Reis
Bety Reis est une actrice, réalisatrice et productrice est-timoraise.

## Filmographie sélective
- 2013: A Guerra da Beatriz